# 代米尔卡皮亚市镇

代米尔卡皮亚市镇在北马其顿的位置

代米尔卡皮亚市镇，是北马其顿的一个市镇，行政中心为代米爾卡皮亞，属于瓦尔达尔统计区，市镇总面积为311.06平方公里，总人口4,545人（2018年）。
“代米尔卡皮亚”一词来自土耳其语，意为“铁门”。